# Virtuel valuta
En virtuel valuta er et alternativ til penge. Ifølge Nationalbankens kvartalsoversigt kan virtuelle valutaer bredt ”defineres som enheder til betaling, der ikke er udstedt af en centralbank og ikke er lydende i en national valuta med status som lovligt betalingsmiddel. Virtuelle valutaer er desuden karakteriseret ved, at de typisk kun foreligger i elektronisk form.” En virtuel valuta er derfor som oftest samtidig en digital valuta.

## Former for virtuel valuta
En del af de betalingsenheder, der betegnes virtuelle enheder, er knyttet til sociale netværk på nettet. Et eksempel er den virtuelle verden Second Life, hvor deltagerne anvender såkaldte Linden Dollars til at købe og sælge varer inden for spillets rammer. Så længe disse enheder kun bruges inden for det lukkede fællesskab på nettet, har de ingen videre praktisk økonomisk relevans.
En form for betalingsmiddel, der også falder ind under definitionen af virtuelle valuater, er de bonuspoint, man kan optjene hos nogle selskaber. Eksempelvis har Coop Danmark et system, hvor man kan optjene bonuspoint, når man handler i kædens butikker. Pointene kan senere anvendes til betaling for varer i de samme butikker. Elektroniske gavekort, klippekort o.l. er tilsvarende eksempler. I dansk lovgivning betegnes sådanne fordringer som betalingssurrogater.
Der findes imidlertid også en anden type af virtuelle valutaer, som muligvis kan få større betydning i fremtiden. De anvendes bredere og kan typisk købes og sælges for traditionelle valutaer som euro og kroner. De kan i højere grad betragtes som et alternativ til penge, men i modsætning til penge har de typisk ingen officiel udsteder. Bitcoin er måske det kendteste eksempel herpå, men der findes en lang række lignende virtuelle valutaer som etherium, monero, ripple, litecoin og peercoin. Verdens første virtuelle valuta er Ecash.

## Risici ved uregulerede virtuelle valutaer
Virtuelle valutaer er reguleret i dansk lovgivning, hvis de har en udsteder. Det gælder således de ovenfor nævnte betalingssurrogater. Det gælder omvendt ikke de alternativer, der ikke har nogen officiel udsteder. Der er derfor en række risici for forbrugerne ved at anvende dem, der ikke er tilstede ved anvendelsen af regulerede betalingsmidler. Det er baggrunden for, at Den Europæiske Banktilsynsmyndighed (EBA) i 2013 udsendte en generel advarsel til de europæiske forbrugere mod at anvende virtuelle valutaer som bitcoin (en advarsel, der herhjemme blev bakket op af Finanstilsynet).

## Virtuelle valutaer, digitale valutaer og kryptovalutaer
De samme alternativer til traditionelle betalingsmidler omtales ofte i flæng som virtuelle valutaer, digitale valutaer og kryptovalutaer. En digital valuta findes kun i elektronisk form, hvilket i praksis er tilfældet for næsten alle virtuelle valutaer, men principielt ikke behøver at være tilfældet. En række digitale valutaer er desuden kryptovaluater, dvs. at de er krypterede (transmissionen anvender kryptografiske metoder).